# Kadıköy
Kadıköy (ókori nevén Kalcedón, Khalkédón vagy Chalcedon) Isztambul egyik kerülete (szemt), mely a város ázsiai oldalán, a Márvány-tenger partján fekszik. A kerület az ázsiai oldal kulturális központja, számtalan üzletével, szórakozóhelyével, éttermével és könyvesboltjaival. 1928-ban lett önálló kerület, azelőtt Üsküdarhoz tartozott. Északon Üsküdar és Ümraniye, északkeleten Kartal, keleten Maltepe határolja.

## Történelem
Kadıköy maga régebbi, mint Isztambul bármelyik európai oldalán fekvő része. Fikirtepénél i. e. 5500-ig visszamenőleg találtak rézkori ékszereket, kerámiákat, kőből és bronzból készült tárgyakat illetve csontokat. Az itt valaha elterülő Khalkédón (Chalcedon) nevű települést megarai görögök alapították i. e. 685-ben, néhány évvel Bizánc létrejötte előtt. Khalkédón úgy is nevezték, mint a „vakok városát”. A legenda szerint Bizánc alapítójának azt jósolták, hogy városát a vakok városával szemben fogja felépíteni. Kalcedón elhelyezkedése pontosan megfelelt a jóslatnak, hiszen a város lakói úgy tűnik, nem vették észre, hogy a másik oldal sokkal megfelelőbb terület, kiválóan védhető az Aranyszarv-öböl sajátosságai miatt.
A város a történelem folyamán többször gazdát cserélt, perzsák, bithüniaiak, rómaiak, a bizánciak. 451-ben itt tartották a kereszténység egyháztörténetében fontos khalkédóni zsinatot. 
Később az arabok, a keresztesek és a törökök hódították meg. A IV. keresztes hadjárat idején tulajdonképpen földig rombolták, 1353-ban pedig oszmán kézre került (csaknem száz évvel azelőtt, hogy Konstantinápolyt meghódították). Ennek is köszönhető, hogy Kadıköyben található Isztambul legrégebbi mecsete.
Konstantinápoly elfoglalásakor Kalcedón a város határain kívül eső vidék volt, azonban hamarosan hozzácsatolták Konstantinápoly igazgatásához, innen ered a kerület mai neve, a Kadıköy jelentése „a bíró falva”, jelezve, hogy városi bíráskodás alá tartozott. Az oszmán időkben a kerület népszerű piactér volt, ahol mezőgazdasági terményekkel kereskedtek. Laktak itt örmények, görögök, zsidók és törökök, a keresztény lakosság számára épült templomok és a zsidó zsinagógák ma is állnak.

## A modern Kadıköy

### Közlekedés
A török államvasutak Haydarpaşa pályaudvara a kerület központjához közel helyezkedik el, keletre és délre tartó vasútvonalak csomópontjaként. A pályaudvart 1908-ban adták át, mint az Isztambul–Bagdad és az Isztambul–Damaszkusz–Medina vasútvonalak kezdőállomását. Haydarpaşa a közeli Harem kerület buszpályaudvarával együtt az anatóliai útvonalak szolgálatában áll. 
Kadıköy központja az isztambuli tömegközlekedés egyik csomópontja, főként az ingázók (az európai oldalon dolgozók) miatt. A kikötő mellett üzemel a buszpályaudvar és a minibusz terminál. Az egyik legkedveltebb közlekedési eszköz azonban a komphajó.

### Politika
A kadıköyi választásokat rendszerint a balközép CHP (Köztársasági Néppárt) nyeri, ellentétben a szomszédos Üsküdarral, ahol a konzervatívabb pártok az esélyesek. A kerület polgármestere a CHP-és Selami Öztürk.

### Oktatás
A Marmara Egyetem legtöbb épülete Kadıköyben van, beleértve az elegáns Haydarpaşa campust is, míg a város legnagyobb magánegyeteme, a Yeditepe Üniversitesi a kerület keleti részén, a Kayışdağı dombon található.

### Vásárlás
Kadıköy népszerű bevásárlócentrum, vannak szűk kis utcák és hatalmas, sétálóutcává alakított sugárutak, mint amilyen a Bahariye Caddesi. Természetesen modern bevásárlóközpontokból sincs hiány, a legnagyobb a Carrefour Nautilus Shopping Mall. Az utcákon árusok értékesítik portékáikat. A központi posta mögötti utcákban ismert könyvesboltok, lemezboltok bújnak meg. Vasárnaponként az utcákon használt könyveket és CD-ket árulnak. A bevásárló utcák után, a Hat Út (Altıyol) nevű, bikát ábrázoló szobor után találjuk a Salı Pazarı, azaz a „keddi piac” elnevezésű utcai piacot.

### Szórakozás
Kadıköy szűk utcáiban számos kávéházat, bárt és éttermet találhatunk, jópár mozi és színház szolgálja a kikapcsolódást. A piactér a forgalom elől elzárt, itt főként szendvicsbárokat, hambugert, kokoreçet és döner kebabot felszolgáló gyorséttermeket találunk. Az itteni diákok kedvenc csemegéi a manyak („bolond”) és a piskopat („pszichopata”) elnevezésű óriásszendvicsek. Ezen kívül számos hagyományos török étterem, cukrászda, kávéház, teaház, jazzbár, rock klub és népzenét játszó klub van a kerületben. Az itteni éttermek középosztálybeliek számára ideálisak, nem nagyon találhatóak itt olyan exkluzív, drága éttermek, mint az európai oldalon. Bár éjszakai élete nem olyan fényárban úszó, elegáns és drága, mint Beyoğlué, vagy Nişantaşıé, mégis élénk; kiváló alternatíva lehet az olcsóbb, de minőségi szórakozásra vágyók számára.

### Sport
Kadıköyben található a Fenerbahçe S.K. hazai stadionja, a Şükrü Saracoğlu Stadion, mely 2009-ben az UEFA-kupa döntőjének adott otthont. A kerület ad otthont Törökország első rögbicsapatának, a Kadıköy Rugby-nek.

## Képek

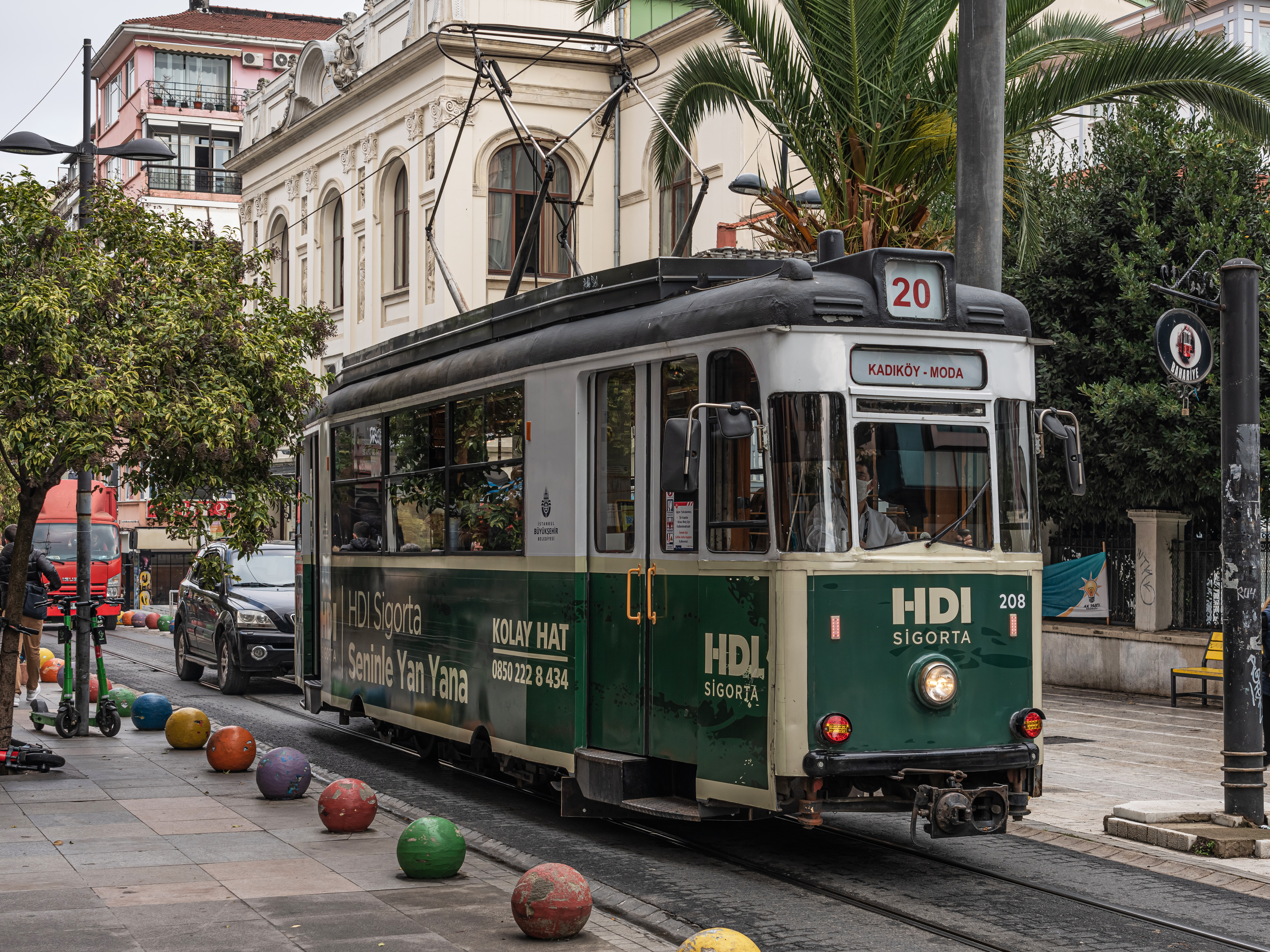
Nosztalgiavillamos a Bahariye sugárúton
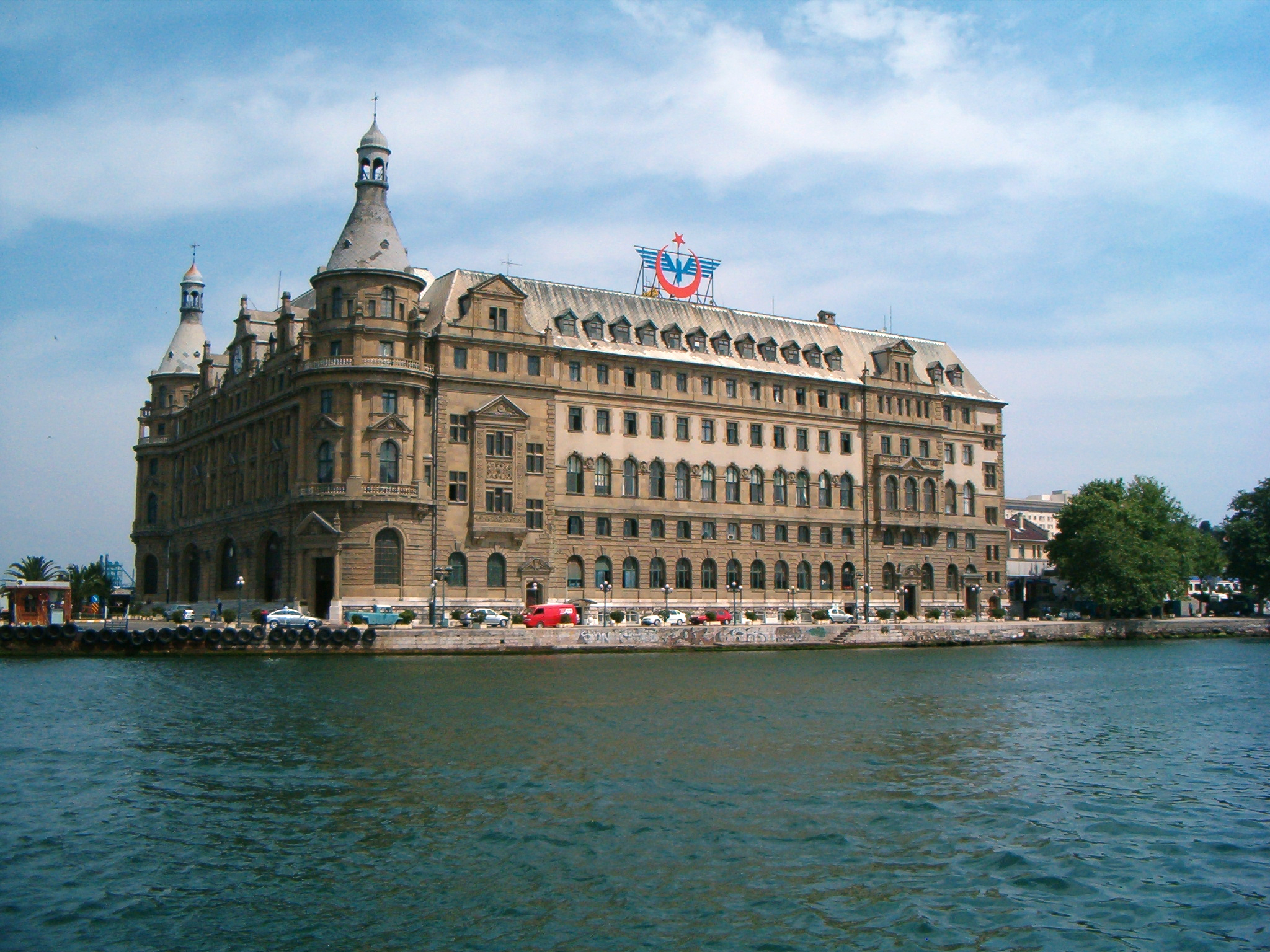
Haydarpaşa pályaudvar
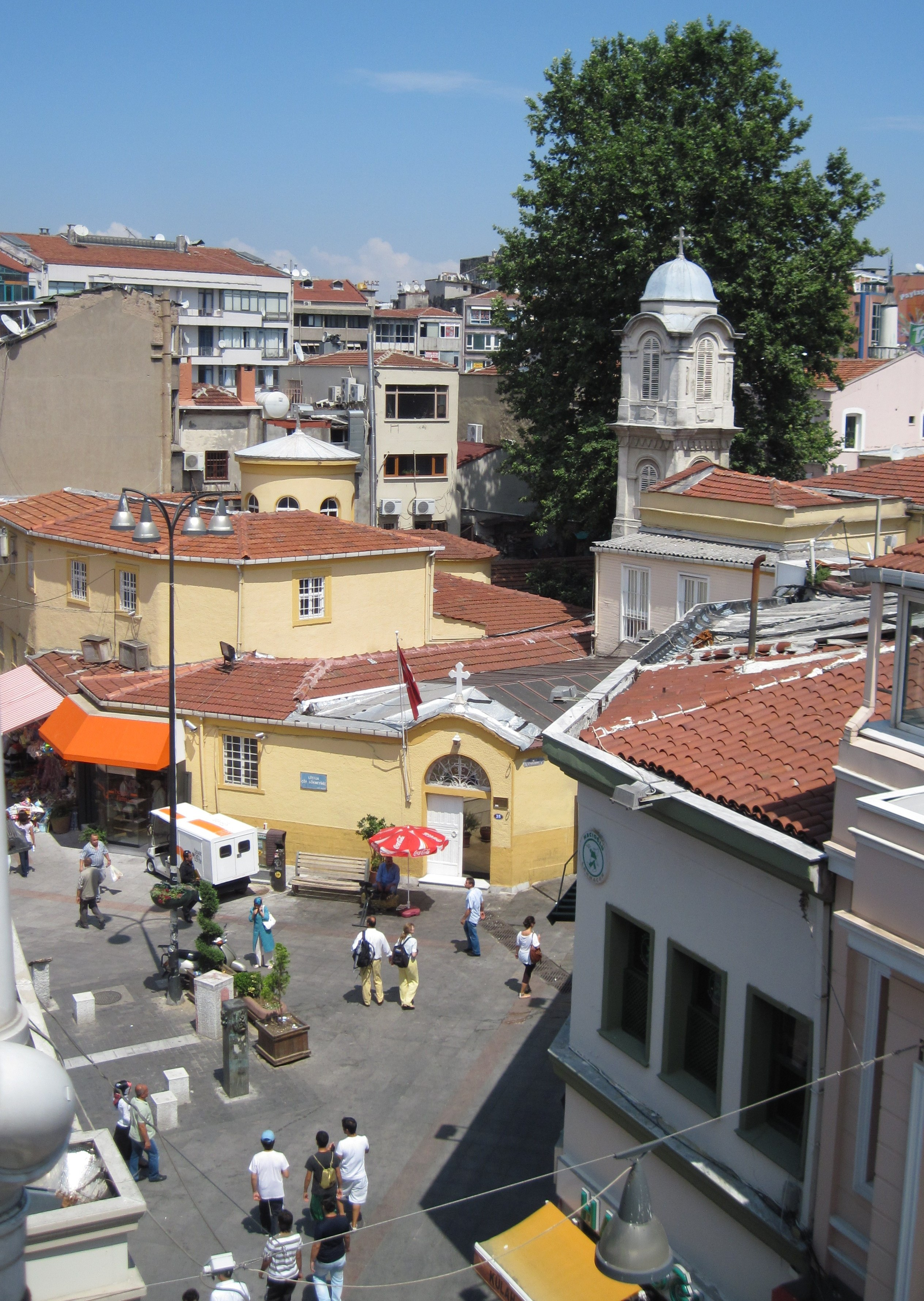
Szent Eufémia templom
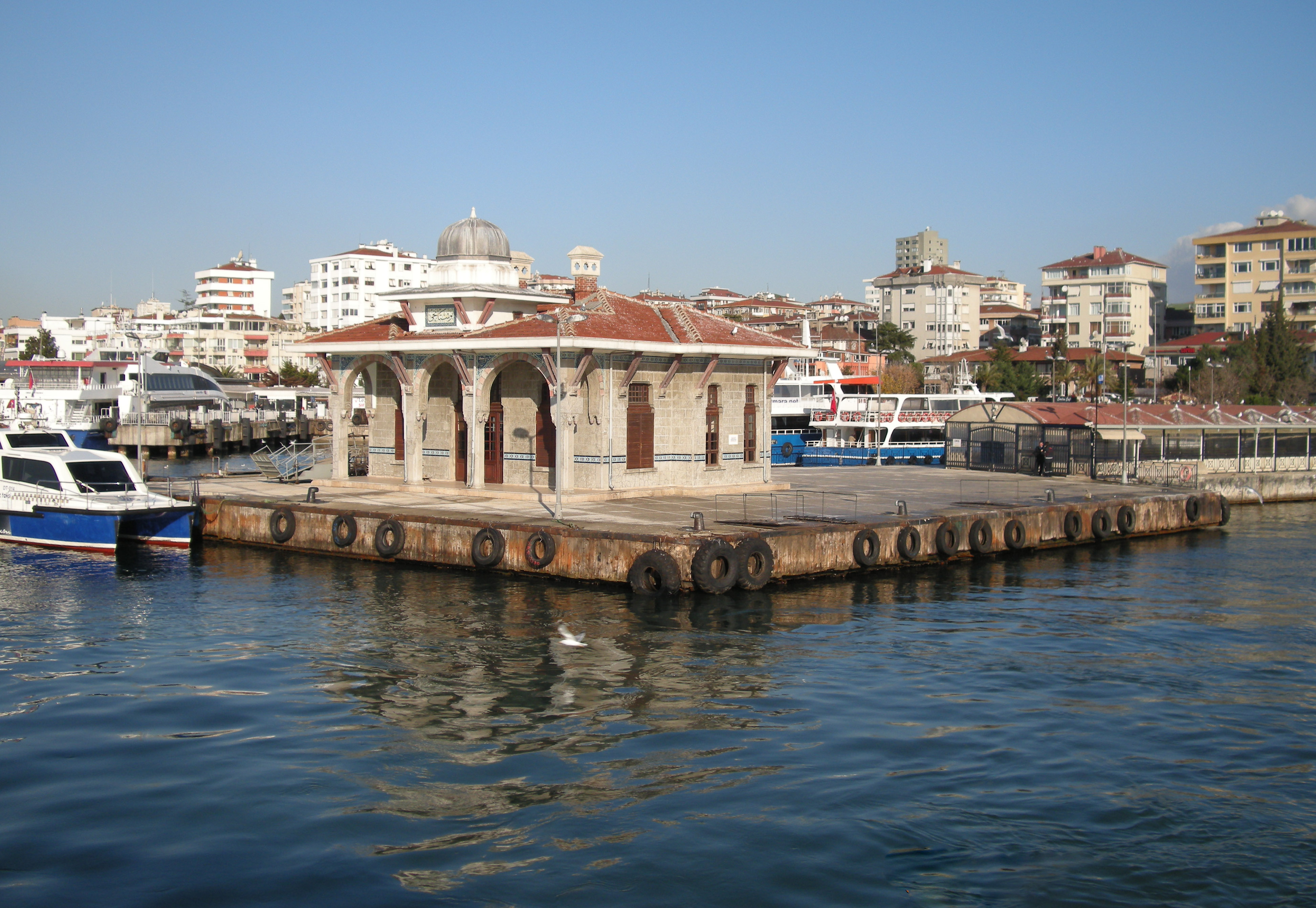
Kikötő
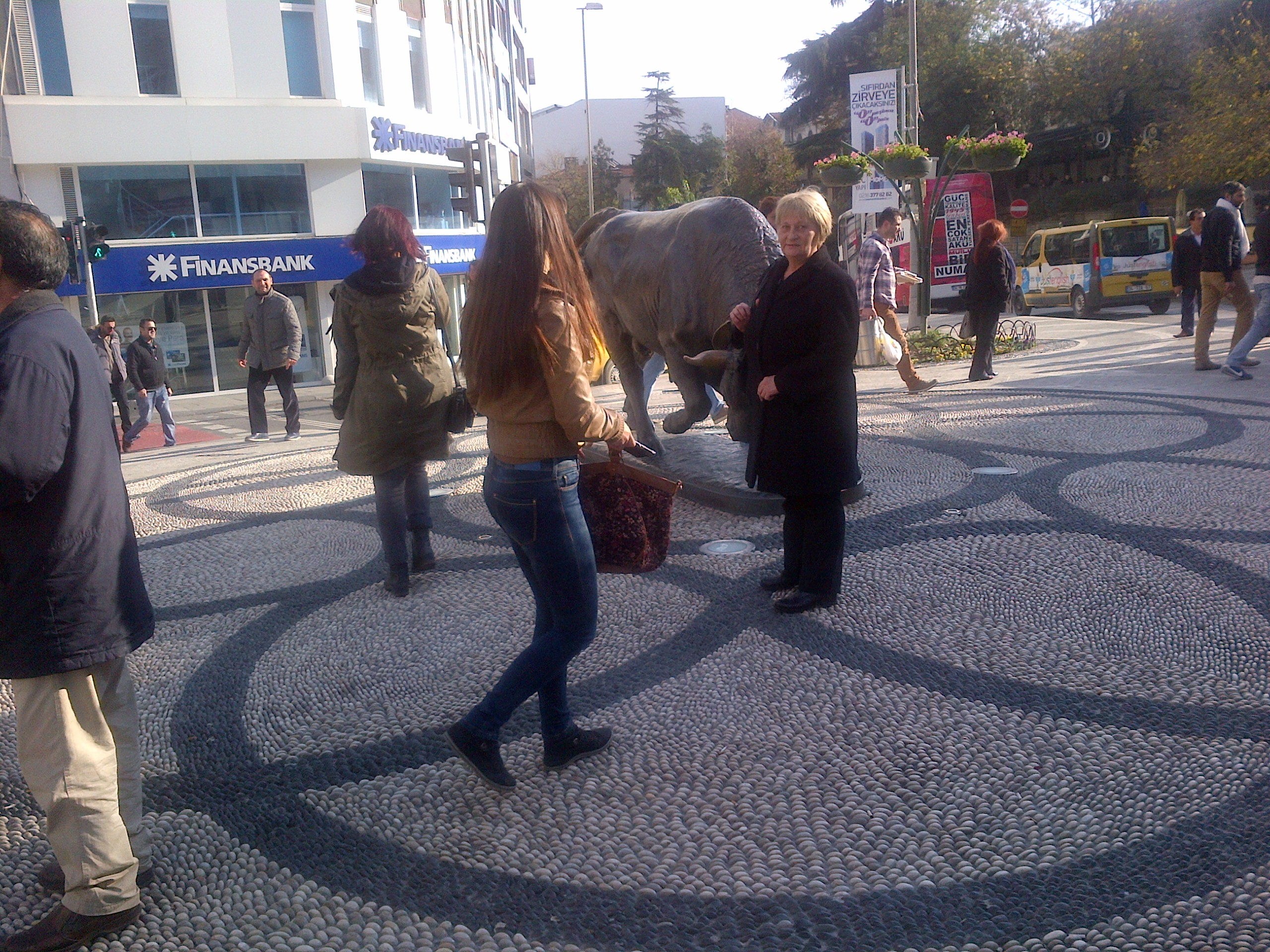
A Hat Út téren álló bikaszobor Kadıköy szimbóluma